# Joachim Klos

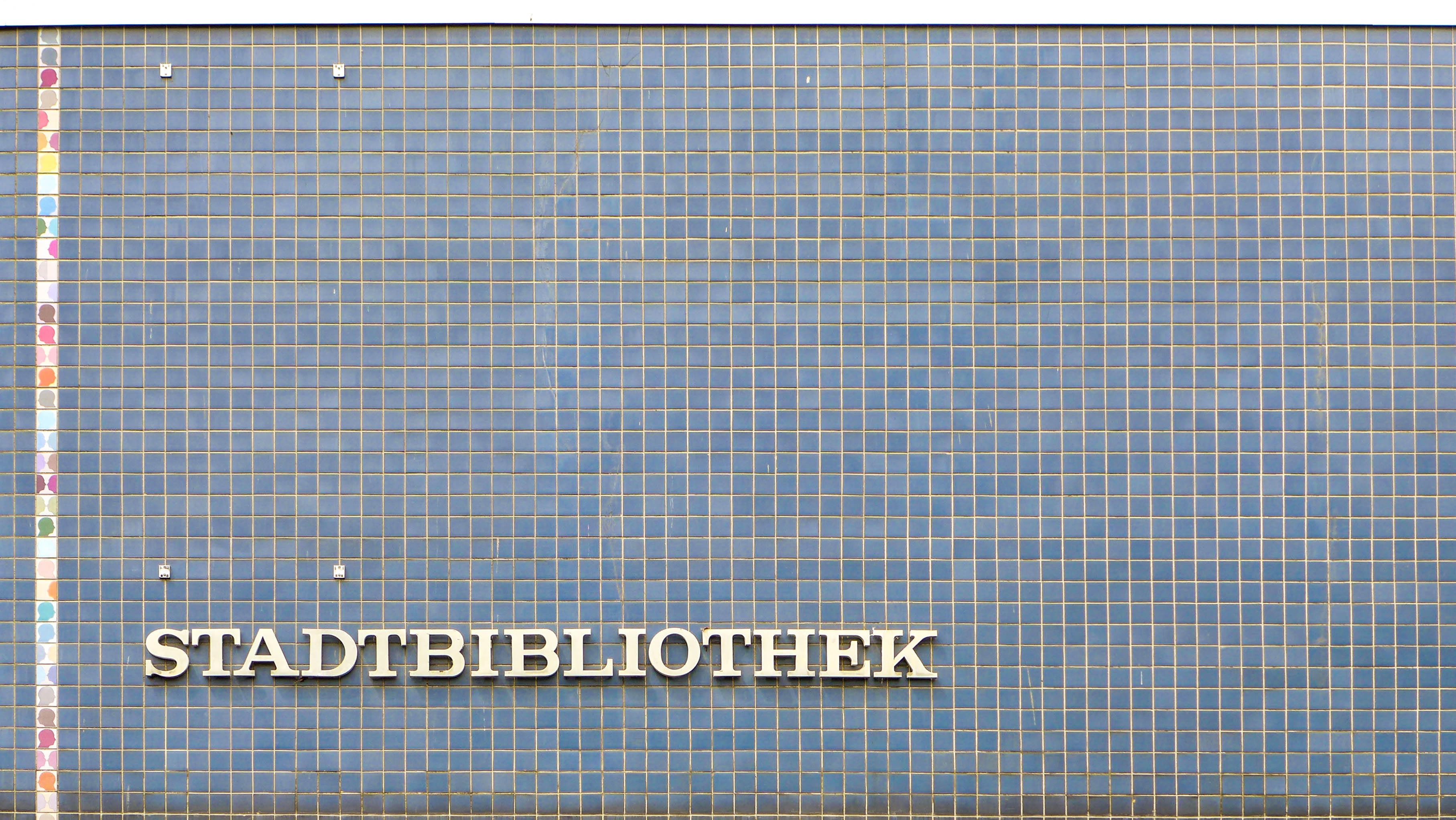
Stadtbibliothek Mönchengladbach - Wandmosaik von Joachim Klos

Joachim Edgar Klos (* 16. November 1931 in Weida; † 15. März 2007 in Nettetal) war ein deutscher Glaskünstler und Grafiker. Gemeinsam mit Georg Meistermann, Ludwig Schaffrath, Johannes Schreiter, Wilhelm Buschulte, Hubert Spierling und Jochem Poensgen wird er zu den bedeutendsten Vertretern der modernen deutschen Glasmalerei gezählt. Seine Werke sind in über 180 Sakral-, Profan- und Privatbauten zu finden, der Großteil hiervon am Niederrhein und im Münsterland.

## Leben

### Kindheit und Studium
Klos wurde am 16. November 1931 im thüringischen Weida geboren. Nach seinem Schulabschluss und einer abgebrochenen Malerlehre begann er 1947 eine künstlerische Vorausbildung an der damaligen Staatlichen Industrieschule Sonneberg, die Voraussetzung für eine Aufnahme an einer Kunstakademie war. Von 1949 bis 1951 studierte Klos an der Staatlichen Hochschule für Baukunst und Bildende Künste in Weimar bei Professor Martin Domke, einem Bauhausschüler. Hier kam Klos zum ersten Mal mit dem Material Glas in Berührung und arbeitete unter anderem an Wettbewerbsentwürfen Domkes für Glasfenster des Kölner Doms mit. Durch seine künstlerische Ausrichtung und seinen Einsatz für ein als formalistisch kritisiertes Kunstwerk geriet er in Konflikt mit dem System. Trotz bestandener Zwischenprüfungen erhielt er "die Mitteilung, dass seine künstlerische Auffassung nicht den Zielen der DDR entspräche [...]".
1951 floh er über West-Berlin an den Niederrhein. Krefeld war sowohl ein Zentrum des Bauhauses in Westdeutschland, als auch seit Johan Thorn Prikker der modernen Glasmalerei gewesen. Hier, wo sein Lehrer Domke bereits während des Krieges gearbeitet hatte, nahm Klos 1952 das Studium an der Werkkunstschule Krefeld, der jetzigen Hochschule Niederrhein, bei Gustav Fünders auf. Er schloss es 1957 als Designer in der Abteilung Glasmalerei und Mosaik ab. In der Klasse von Professor Fünders lernte er auch Carola Stammen kennen, die er 1955 heiratete. In seine Studienzeit fallen bereits erste Teilnahmen an Ausstellungen in Krefeld und Mönchengladbach sowie erste Aufträge für Glasfenster.

### Durchbruch und Lehrtätigkeit
Den endgültigen Durchbruch als Glasmaler erreichte Klos mit seinen Entwürfen für St. Mariä Himmelfahrt in Mönchengladbach (heute City-Kirche). 1959 gewann er für eines der Fenster den Wettbewerb um das beste Glasbild des Jahres neben dem bereits etablierten Glasmaler und Professor an der Düsseldorfer Kunstakademie Georg Meistermann. In Folge des Kirchenbau-Booms der 60er Jahre erhielt Klos zahlreiche Aufträge für Kirchengestaltungen, zum Teil auch durch Wettbewerbe. Bereits seit der Hochzeit des Ehepaares Klos hatte die Familie in Mönchengladbach gelebt. Nun erfolgte 1967 der Umzug in ein vom befreundeten Architekten Werner Jorissen errichtetes Atelierhaus in Nettetal-Schaag, das bis zu Klos Tod 2007 sein Wohn- und Arbeitsplatz bleiben sollte.
Von 1974 bis 1983 arbeitete er als Kunstlehrer am Werner-Jaeger-Gymnasium Nettetal. Im Laufe seines Schaffens wirkte Klos an vielen, auch internationalen Ausstellungen mit, unter anderem 1978 in der Londoner Royal Exchange. Ab 1981 war er als Gastdozent am West Glamorgan Institute of Higher Education, College of Art and Design in Swansea tätig, wo bereits ein Jahr zuvor die Ausstellung "Glass Masters - Contemporary Stained Glass from West-Germany" mit seiner Beteiligung stattgefunden hatte. Ebenfalls 1981 wurden Werke von Klos in Sydney, Canberra, Melbourne und Adelaide ausgestellt. 1985 beteiligte er sich an der Ausstellung "Le vitrail contemporain en Allemagne" in Chartres. Im selben Jahr folgte ein Workshop an der Pilchuck Glass School in Stanwood, Washington und 1989 Workshops in Melbourne, Sydney, Christchurch, Hanmer Springs und Auckland. Die erste umfassende Einzelausstellung fand 2002 im Deutschen Glasmalerei Museum in Linnich, sowie im Städtischen Museum Kalkar statt.
Aufgrund schwerer Krankheit nahm die hohe Produktivität des Künstlers in den 1990er und 2000er Jahren immer weiter ab. Die letzten Fenster entstanden 2006. Joachim Klos verstarb am 15. März 2007 in Nettetal. Er liegt auf dem Friedhof von Nettetal-Schaag begraben.

## Werk

### Die 50er und 60er Jahre: „Verästelung“ und abstrakter Expressionismus
Das Werk von Joachim Klos lässt sich sehr gut in verschiedene Phasen einteilen, die sich stark voneinander unterscheiden. Frühe studentische Arbeiten sind stark vom Expressionismus geprägt, eine Entwicklung, die sich auch in sein glasmalerisches Werk fortsetzt. Klos steht sowohl innerhalb der expressionistischen Tradition die seit Johan Thorn Prikker das Paradigma dieser Kunstform darstellt, widersetzt sich dieser jedoch zugleich. Seine Glasfenster besitzen eine starke Farbgebung, aber verzichten fast vollständig auf die in dieser Zeit sehr dominanten figürlichen Darstellungen. Klos selbst bezeichnete diese als: „Vom Historismus zu sehr belastet.“
Stattdessen entwickelte er in den Entwürfen für St. Mariä Himmelfahrt eine eigenständige abstrakte Formensprache, die sich in leicht wiedererkennbaren Mustern bis zum Ende der 60er Jahre durch sein Werk zieht. In einigen Entwürfen kommen trotz des überwiegenden Verzichts doch expressionistische Figuren zum Vorschein, diese sind für die Zeit zu revolutionär und finden ihren Weg nicht in die Kirchen. Die von Klos als „Verästelung“ bezeichneten Muster, Erinnerungen an das heimatliche Thüringen, an die leuchtenden Farben der sich in der jahreszeitlichen Folge wandelnden Bäume, setzen sich infolgedessen fest und bilden den Teil eines Trends zum „Abstrakten Expressionismus“ in der Deutschen Glasmalerei, der Mitte der 60er Jahre durch die Liturgiereform des II. Vatikanischen Konzils noch verstärkt wurde.
Auch in diese Zeit fällt die Meisterung des Betonglas als gestalterisches Mittel, für die Klos neben Jochem Poensgen zu den Hauptverantwortlichen zählt. Auch wenn sie nicht zahlreich sind, sind Werke wie die abgerissene Kapelle des Altenheims an der Bettrather Straße in Mönchengladbach oder die bedrohten dreidimensionalen Glaswände in Düsseldorf-Urdenbach doch extrem bedeutend.

### Das Ende der 60er und die 70er Jahre: Geometrie und Kinetik in Glas
Für Klos war das II. Vatikanum ebenfalls ein Einschnitt. Ende der 1960er entwickelte er eine neue geometrische Sprache, sein Werk ist nun im Hintergrund durchsetzt von strengen rasterförmigen Mustern. Diese optischen Ruhepole ermöglichen einen reduzierten, aber zugleich wesentlich verspielteren und auf die Architektur abgestimmten Vordergrund. Leuchtende Farben ziehen sich auf wenige markante Stellen zurück. In St. Nikolaus in Geldern-Walbeck inspirierte der barocke Orgelprospekt im leeren Kirchenraum Klos 1968 symmetrische, architektonische Scheinelemente durch Vergrößern, Spiegeln und teilweises Überlappen als Gestaltungsmittel einzusetzen. Diese collageartige Zusammensetzung der Glasfensterelemente wird bis zu seinem Tod eine der Hauptarbeitstechniken von Joachim Klos sein.
Zeitgleich bringt er eine der avantgardistischsten Kunstrichtungen, die optische, passive Kinetik bzw. die Op-Art in die Glasmalerei ein. Inspiriert von den Werken von Künstlerinnen und Künstlern wie Bridget Riley, Jesus Rafael Soto oder Heinz Mack und der Gruppe ZERO, entstehen Glaswände wie in St. Martin in Geldern-Veert, einem Oktogonbau, der von allen Seiten von kinetischen Linien geprägt ist. Infolgedessen entwickelt Klos die Möglichkeit solche Muster durch ein Siebdruckverfahren auf Glas aufzutragen. Überdies finden profane Elemente, wie beispielsweise Baumscheiben, Küchentücher oder Spinnenweben Eingang in das glasgestalterische Werk. Ebenfalls charakteristisch für die 70er Jahre werden die parallelen U-Formen wie beispielsweise in St. Heinrich in Reken.

### Die 80er Jahre und das Spätwerk: Profanes und die Befreiung der Farbe
Viele Trends aus dem Werk der 70er Jahre setzen sich auch in den 80er Jahren weiter fort. Quadratraster bilden weiterhin den Hintergrund, Profanes ist weiterhin in Form von Kaffeeflecken und in zunehmendem Maße Schrift zu finden. Zu den bedeutendsten Entwürfen dieser Zeit zählen die Fenster in der von Gottfried Böhm entworfenen Heilig Geist Kirche in Essen-Katernberg, St. Arnold Jansen in Goch und die nach der fast vollständigen Zerstörung erfolgte Neukonzeption von St. Antonius in Kevelaer.
Den überwiegenden Gestaltungsmustern in Glas des Spätwerks gehen teilweise jahrelange Entwicklungen im grafischen Werk des Künstlers voraus. Wie beispielsweise in der Propsteikirche in Dortmund, in den Entwürfen für das Ulmer Münster oder in der Pauluskirche in Essen-Heisingen wird Farbe, insbesondere die Primärfarben wieder zu einem bestimmenderen Element der Klos'schen Fenstergestaltung. Technisch dominieren nun Sandstrahl- und Ätzverfahren auf Überfangglas, die eine „weitgehende Befreiung der Farbe von der Bleilinie“ ermöglichen. Diese dritte große Werkphase zieht sich, mit Unterbrechungen und Rückbesinnungen, durch die 90er Jahre bis zum Tod des Künstlers.

## Werkverzeichnis Glas
(Quelle:)

### Kirchen und Sakralbauten
| Jahr      | Ort                               | Kirche/Sakralbau                                                                 | Ausführende Werkstatt                                                                           | Anmerkungen                                                                                    |
| --------- | --------------------------------- | -------------------------------------------------------------------------------- | ----------------------------------------------------------------------------------------------- | ---------------------------------------------------------------------------------------------- |
| 1954      | Krefeld-Gellep-Stratum            | St. Andreas                                                                      | Max Icks & Söhne, Krefeld                                                                       |                                                                                                |
| 1955      | Kleve                             | St. Antonius-Hospital                                                            | Josef Menke, Goch                                                                               |                                                                                                |
| 1955      | Kleve-Rindern                     | Wasserburg, Bildungszentrum Bistum Münster                                       |                                                                                                 |                                                                                                |
| 1956      | Gelsenkirchen-Resser Mark         | Ev. Johanneskirche                                                               |                                                                                                 | abgerissen                                                                                     |
| 1958–1998 | Mönchengladbach                   | St. Mariä Himmelfahrt (City-Kirche)                                              | Max Icks & Söhne, Krefeld/Hein Derix, Kevelaer                                                  | Glasbild des Jahres 1959                                                                       |
| 1960      | Mönchengladbach                   | St. Vitus                                                                        | Max Icks & Söhne, Krefeld                                                                       |                                                                                                |
| 1960      | Kleve-Donsbrüggen                 | St. Lambertus                                                                    | Josef Menke, Goch                                                                               |                                                                                                |
| 1960      | Kalkar-Niedermörmter              | St. Barnabas                                                                     | Hein Derix, Kevelaer                                                                            |                                                                                                |
| 1960–1967 | Mönchengladbach-Rheindahlen       | St. Helena                                                                       | Max Icks & Söhne, Krefeld                                                                       |                                                                                                |
| 1960      | Velbert-Langenberg                | Ev. Windrather Kapelle                                                           | Hein Derix, Kevelaer                                                                            |                                                                                                |
| 1961–1980 | Xanten-Obermörmter                | St. Peter                                                                        | Hein Derix, Kevelaer                                                                            |                                                                                                |
| 1962      | Bonn-Bad Godesberg-Pennenfeld     | Ev. Johanneskirche                                                               | Hein Derix, Kevelaer                                                                            |                                                                                                |
| 1961–1972 | Duisburg-Walsum-Aldenrade         | St. Ludgerus                                                                     | Hein Derix, Kevelaer                                                                            |                                                                                                |
| 1961–2000 | Dinslaken-Hiesfeld                | Heilig Geist                                                                     | Hein Derix, Kevelaer                                                                            |                                                                                                |
| 1962      | Emmerich                          | St. Aldegundis                                                                   | Hein Derix, Kevelaer                                                                            |                                                                                                |
| 1963      | Wassenberg                        | Ev. Kreuzkirche                                                                  | Hein Derix, Kevelaer                                                                            |                                                                                                |
| 1963      | Augustdorf                        | Ev. Militärkirche                                                                | Max Icks & Söhne, Krefeld                                                                       |                                                                                                |
| 1963      | Duisburg-Rheinhausen              | St. Barbara                                                                      | Josef Menke, Goch                                                                               | profaniert, unter Denkmalschutz                                                                |
| 1963–1966 | Bottrop-Kirchhellen               | St. Johannes der Täufer                                                          | Hein Derix, Kevelaer                                                                            |                                                                                                |
| 1964      | Cranendonck-Budel (NL)            | ehem. ev. Militärkirche                                                          | Hein Derix, Kevelaer                                                                            |                                                                                                |
| 1964      | Wesel-Feldmark                    | Ev. Friedenskirche                                                               | Hein Derix, Kevelaer                                                                            |                                                                                                |
| 1964      | Düsseldorf-Urdenbach              | Ev. Heilig-Geist Kirche                                                          | Hein Derix, Kevelaer                                                                            | Abriss geplant                                                                                 |
| 1964      | Bedburg-Hau                       | Friedhofskapelle bei St. Markus                                                  |                                                                                                 |                                                                                                |
| 1965      | Wesel-Flüren                      | Ev. Christuskirche                                                               |                                                                                                 |                                                                                                |
| 1965–1968 | Bedburg-Hau                       | St. Markus                                                                       | Josef Menke, Goch                                                                               |                                                                                                |
| 1965      | Mönchengladbach                   | Gebetssaal der Jüdischen Gemeinde                                                |                                                                                                 |                                                                                                |
| 1965      | Dinslaken                         | Heilig Blut                                                                      | Hein Derix, Kevelaer                                                                            | abgerissen, Fenster gerettet                                                                   |
| 1965      | Emmerich                          | St. Martini                                                                      | Hein Derix, Kevelaer                                                                            |                                                                                                |
| 1966      | Duisburg-Buchholz                 | St. Nikolaus                                                                     |                                                                                                 | profaniert                                                                                     |
| 1966      | Kleve-Kellen                      | Ev. Auferstehungskirche                                                          | Wilhelm Derix, Düsseldorf-Kaiserswerth                                                          |                                                                                                |
| 1966–1969 | Goch-Asperden                     | St. Vincentius                                                                   | Josef Menke, Goch/Hein Derix, Kevelaer                                                          |                                                                                                |
| 1966–1975 | Bottrop-Fuhlenbrock               | Seniorenheim St. Teresa                                                          | Wilhelm Derix, Düsseldorf-Kaiserswerth                                                          | 1 Fenster verloren                                                                             |
| 1967–1994 | Duisburg-Rheinhausen-Hochemmerich | St. Peter                                                                        | Hein Derix, Kevelaer                                                                            |                                                                                                |
| 1967–1998 | Weeze                             | St. Cyriakus                                                                     | Wilhelm Derix, Düsseldorf-Kaiserswerth/Hein Derix, Kevelaer/ Wilhelm Derix Taunusstein/Rottweil |                                                                                                |
| 1967      | Nettetal-Kaldenkirchen            | Ev. Kirche                                                                       | Oidtmann, Linnich                                                                               |                                                                                                |
| 1967      | Goch-Asperden                     | Wilhelm-Anton-Hospital                                                           | Josef Menke, Goch                                                                               |                                                                                                |
| 1967      | Krefeld-Uerdingen                 | St. Peter                                                                        | Max Icks & Söhne, Krefeld?                                                                      |                                                                                                |
| 1967      | Marl-Drewer                       | St. Josef                                                                        | Hein Derix, Kevelaer                                                                            |                                                                                                |
| 1967      | Solingen-Gräfrath-Ketzberg        | Ev. Kirche                                                                       | Wilhelm Derix, Düsseldorf-Kaiserswerth                                                          |                                                                                                |
| 1968      | Lingen-Reuschberge                | St. Michael                                                                      | Franz Knack, Münster                                                                            | profaniert                                                                                     |
| 1968      | Geldern                           | St. Adelheid                                                                     | Oidtmann, Linnich/Hein Derix, Kevelaer                                                          | umgebaut, 5/10 Fenstern erhalten                                                               |
| 1968?     | Bottrop-Fuhlenbrock               | Caritas Kinderdorf                                                               |                                                                                                 |                                                                                                |
| 1968–1990 | Kalkar-Kehrum                     | St. Hubertus                                                                     | Hein Derix, Kevelaer/Josef Menke, Goch                                                          |                                                                                                |
| 1968      | Mönchengladbach-Hardt             | St. Josefshaus                                                                   | Hensch-Wessels, Kleve                                                                           |                                                                                                |
| 1968      | Geldern-Walbeck                   | St. Nikolaus                                                                     | Hein Derix, Kevelaer                                                                            |                                                                                                |
| 1969–1983 | Emmerich-Speelberg                | Liebfrauen                                                                       | Hein Derix, Kevelaer                                                                            |                                                                                                |
| 1969–1977 | Geldern-Veert                     | St. Martin                                                                       | Hein Derix, Kevelaer                                                                            |                                                                                                |
| 1969–1975 | Bocholt                           | Liebfrauen                                                                       | Hein Derix, Kevelaer                                                                            |                                                                                                |
| 1969–1978 | Emmerich-Hochelten                | St. Vitus                                                                        | Hein Derix, Kevelaer                                                                            |                                                                                                |
| 1969      | Straelen                          | Marienhospital                                                                   |                                                                                                 | abgerissen, Fenster gerettet                                                                   |
| 1970      | Bottrop-Kirchhellen-Grafenwald    | Heilige Familie                                                                  | Hein Derix, Kevelaer                                                                            |                                                                                                |
| 1970–1984 | Hörstel                           | St. Antonius                                                                     | Hein Derix, Kevelaer                                                                            |                                                                                                |
| 1971–1983 | Goch                              | St. Maria Magdalena                                                              | Hensch-Wessels, Kleve/Hein Derix, Kevelaer                                                      |                                                                                                |
| 1971      | Geldern-Walbeck                   | Luzia-Kapelle                                                                    | Hein Derix, Kevelaer                                                                            |                                                                                                |
| 1971–1999 | Marl-Alt-Marl                     | St. Georg                                                                        | Otto Peters, Paderborn                                                                          | Aufgeteilt in "Alte Kirche" und "Neue Kirche", letztere abgerissen, Fenster teilweise erhalten |
| 1972      | Duisburg-Ungelsheim               | St. Stephanus                                                                    | Wilhelm Derix, Düsseldorf-Kaiserswerth                                                          |                                                                                                |
| 1972      | Uedem                             | Kath. Pfarrbibliothek                                                            | Wilhelm Derix, Düsseldorf-Kaiserswerth                                                          | 2015 unsachgemäß ausgebaut                                                                     |
| 1972      | Duisburg-Rheinhausen-Asterlagen   | St. Ludger                                                                       | Hein Derix, Kevelaer                                                                            | profaniert, Abriss geplant                                                                     |
| 1973      | Emsdetten-Hollingen               | Heilig Geist-Kirche                                                              | Wilhelm Derix, Düsseldorf-Kaiserswerth?                                                         |                                                                                                |
| 1973–1976 | Münster                           | St. Thomas Morus                                                                 | Wilhelm Derix, Düsseldorf-Kaiserswerth                                                          |                                                                                                |
| 1974      | Emmerich-Vrasselt                 | St. Antonius Abbas                                                               |                                                                                                 |                                                                                                |
| 1974      | Mönchengladbach-Hardt             | St. Nikolaus                                                                     | Hensch-Wessels, Kleve                                                                           |                                                                                                |
| 1974      | Münster                           | Liudger-Haus, ehem. Priesterseminar                                              | Wilhelm Derix, Düsseldorf-Kaiserswerth                                                          |                                                                                                |
| 1975      | Kleve-Griethausen                 | St. Martin                                                                       | Hein Derix, Kevelaer                                                                            |                                                                                                |
| 1975      | Saarbrücken                       | ehem. ev. Gemeindezentrum                                                        | Hein Derix, Kevelaer                                                                            |                                                                                                |
| 1975–1984 | Plettenberg                       | St. Laurentius                                                                   | Wilhelm Derix, Düsseldorf-Kaiserswerth                                                          |                                                                                                |
| 1976      | Münster-Handorf                   | St. Petronilla                                                                   | Glasmanufaktur Schneider, Glinde                                                                |                                                                                                |
| 1976      | Alpen                             | St. Marienstift                                                                  | Hein Derix, Kevelaer?                                                                           |                                                                                                |
| 1976–1979 | Ibbenbüren                        | St. Mauritius                                                                    | Hein Derix, Kevelaer                                                                            |                                                                                                |
| 1977      | Moers-Rheinkamp-Eick              | St. Ida                                                                          |                                                                                                 |                                                                                                |
| 1977      | Moers                             | St. Josef Krankenhaus                                                            |                                                                                                 |                                                                                                |
| 1977      | Reken-Groß Reken                  | St. Heinrich                                                                     | Karl Hensch, Goch                                                                               |                                                                                                |
| 1978      | Duisburg-Meiderich-Hagenshof      | Christus - Unser Friede                                                          | Wilhelm Derix, Düsseldorf-Kaiserswerth                                                          |                                                                                                |
| 1978      | Emmerich-Elten                    | St. Martinus                                                                     | Hein Derix, Kevelaer                                                                            |                                                                                                |
| 1978      | Hamburg-Lurup                     | St. Jacobus                                                                      | Wilhelm Derix, Düsseldorf-Kaiserswerth                                                          |                                                                                                |
| 1978      | Bocholt-Stenern                   | St. Martin                                                                       | Hein Derix, Kevelaer                                                                            | profaniert, zu Kindergarten umgebaut, ein Fenster verbleibend, Rest erhalten                   |
| 1979      | Münster-Nienberge                 | St. Sebastian                                                                    | Wilhelm Derix, Düsseldorf-Kaiserswerth                                                          |                                                                                                |
| 1979      | Rheinberg-Orsoy                   | ehem. Marienhospital                                                             | Wilhelm Derix, Düsseldorf-Kaiserswerth                                                          | Objekt 2015 verkauft                                                                           |
| 1980      | Goch-Hülm                         | St. Mariä Opferung                                                               | Hein Derix, Kevelaer                                                                            |                                                                                                |
| 1980      | Münster                           | Seniorenzentrum Maria Trost                                                      | Wilhelm Derix, Düsseldorf-Kaiserswerth                                                          |                                                                                                |
| 1982      | Voerde-Friedrichsfeld             | St. Elisabeth                                                                    | Hein Derix, Kevelaer                                                                            |                                                                                                |
| 1981–1998 | Goch                              | St. Arnold Janssen                                                               | Wilhelm Derix, Düsseldorf-Kaiserswerth/Hein Derix, Kevelaer                                     |                                                                                                |
| 1981      | Kevelaer-Winnekendonk             | Altenheim Katharinen-Haus                                                        | Hein Derix, Kevelaer?                                                                           |                                                                                                |
| 1981      | Meerbusch-Ossum-Bösinghoven       | St. Pankratius                                                                   | Wilhelm Derix, Düsseldorf-Kaiserswerth                                                          |                                                                                                |
| 1982      | Kevelaer                          | ehem. Provinzialat der Schwestern von der Göttlichen Vorsehung (Meditationsraum) | Hein Derix, Kevelaer                                                                            | 2005 aufgelöst, jetzt St. Elisabeth-Stift, sechs Fenster an anderen Stellen erhalten           |
| 1982      | Kevelaer                          | ehem. Provinzialat der Schwestern von der Göttlichen Vorsehung (Saal)            | Hein Derix, Kevelaer                                                                            |                                                                                                |
| 1982      | Den Haag (NL)                     | Haus Rafael, Kapelle der dt. kath. Gemeinde                                      | Hein Derix, Kevelaer                                                                            |                                                                                                |
| 1982–1991 | Münster-Gelmer                    | St. Josef                                                                        | Glasmalerei Knack, Münster                                                                      |                                                                                                |
| 1983      | Wesel-Fusternberg                 | Zu den Heiligen Engeln                                                           | Wilhelm Derix, Düsseldorf-Kaiserswerth                                                          |                                                                                                |
| 1983      | Mönchengladbach-Rheydt            | St. Marien                                                                       | Hein Derix, Kevelaer                                                                            |                                                                                                |
| 1983      | Rees-Haldern                      | Altenheim St. Marien                                                             | Hein Derix, Kevelaer                                                                            |                                                                                                |
| 1984–1990 | Rees-Bienen                       | St. Cosmas und Damian                                                            | Hein Derix, Kevelaer/Derix Glasstudios, Taunusstein                                             |                                                                                                |
| 1984      | Xanten-Marienbaum                 | St. Mariä Himmelfahrt                                                            | Wilhelm Derix, Düsseldorf-Kaiserswerth                                                          |                                                                                                |
| 1984      | Goch                              | Liebfrauen                                                                       | Karl Hensch, Goch?                                                                              | profaniert                                                                                     |
| 1985      | Billerbeck                        | St. Johannes der Täufer                                                          | Hein Derix, Kevelaer                                                                            |                                                                                                |
| 1985      | Essen-Katernberg                  | Heilig-Geist                                                                     | Hein Derix, Kevelaer                                                                            |                                                                                                |
| 1985      | Recklinghausen-Röllinghausen      | Herz Jesu                                                                        | Glasmalerei Knack, Münster                                                                      |                                                                                                |
| 1986–1994 | Kevelaer                          | St. Antonius                                                                     | Hein Derix, Kevelaer                                                                            |                                                                                                |
| 1986      | Goch-Hommersum                    | St. Petrus                                                                       | Karl Hensch, Goch                                                                               |                                                                                                |
| 1987–2003 | Dortmund                          | Propsteikirche St. Johannes Baptist                                              | Otto Peters, Paderborn                                                                          |                                                                                                |
| 1987      | Goch                              | Altenheim "Bruderschaft Unserer Lieben Frau"                                     | Hein Derix, Kevelaer                                                                            |                                                                                                |
| 1989      | Dortmund                          | Altenheim Christinenstift                                                        | Otto Peters, Paderborn                                                                          |                                                                                                |
| 1990      | Rheine-Eschendorf                 | St. Mariä Himmelfahrt                                                            | Derix Glasstudios, Taunusstein/Rottweil                                                         | auch Wandgestaltung                                                                            |
| 1991      | Düsseldorf-Lohausen               | Ev. Jonakirche                                                                   | Wilhelm Derix, Düsseldorf-Kaiserswerth                                                          |                                                                                                |
| 1992      | Metelen                           | St. Cornelius und Cyprianus                                                      | Hein Derix, Kevelaer                                                                            |                                                                                                |
| 1993      | Marl-Drewer                       | St. Michael                                                                      | Glasmalerei Knack, Münster                                                                      |                                                                                                |
| 1994–2001 | Castrop-Rauxel                    | Herz Jesu                                                                        | Hein Derix, Kevelaer                                                                            |                                                                                                |
| 1994      | Coswig                            | Heilig-Kreuz                                                                     | Hein Derix, Kevelaer                                                                            |                                                                                                |
| 1994–1997 | Rosendahl-Osterwick               | Altenheim, Stiftung zu den Heiligen St. Fabian und St. Sebastian                 | Hein Derix, Kevelaer                                                                            |                                                                                                |
| 1994      | Zülpich                           | Altenzentrum St. Elisabeth                                                       | Wilhelm Derix, Düsseldorf-Kaiserswerth                                                          |                                                                                                |
| 1994      | Niederkassel-Ranzel               | St. Aegidius                                                                     | Wilhelm Derix, Düsseldorf-Kaiserswerth                                                          |                                                                                                |
| 1995      | Voerde                            | St. Paulus                                                                       | Hein Derix, Kevelaer                                                                            |                                                                                                |
| 1996      | Kempen                            | Ev. Gustav-Adolf-Kirche                                                          | Hein Derix, Kevelaer                                                                            |                                                                                                |
| 1996      | Horstmar                          | Altenheim St. Gertrudishaus                                                      | Hein Derix, Kevelaer                                                                            |                                                                                                |
| 1996      | Voerde                            | Nikolaus-Groß-Haus                                                               | Hein Derix, Kevelaer                                                                            |                                                                                                |
| 1996      | Dülmen-Hausdülmen                 | St. Mauritius                                                                    | Otto Peters, Paderborn                                                                          |                                                                                                |
| 1996      | Isselburg                         | Seniorenheim St. Elisabeth                                                       | Hein Derix, Kevelaer                                                                            |                                                                                                |
| 1996–2000 | Essen-Heisingen                   | Ev. Pauluskirche                                                                 | Hein Derix, Kevelaer                                                                            |                                                                                                |
| 1997      | Herne-Pantringshof                | St. Pius                                                                         | Hein Derix, Kevelaer                                                                            |                                                                                                |
| 1997      | Erkrath-Hochdahl                  | Paul-Schneider-Haus                                                              | Hein Derix, Kevelaer                                                                            |                                                                                                |
| 1999      | Rheinberg-Budberg                 | Ev. Kirche                                                                       | Hein Derix, Kevelaer                                                                            |                                                                                                |
| 1999      | Issum-Sevelen                     | Ev. Kirchengemeinde Hoerstgen                                                    | Hein Derix, Kevelaer                                                                            |                                                                                                |
| 2001      | Wesel                             | Altenheim St. Nikolaus-Stift                                                     | Hein Derix, Kevelaer                                                                            |                                                                                                |
| 2003      | Wesel                             | Martinistift                                                                     | Hein Derix, Kevelaer                                                                            |                                                                                                |
| 2004      | Voerde-Friedrichsfeld             | Senioreneinrichtung St. Christophorus                                            | Hein Derix, Kevelaer                                                                            |                                                                                                |
| 2005      | Dinslaken-Hiesfeld-Oberlohberg    | Herz Jesu                                                                        | Hein Derix, Kevelaer                                                                            |                                                                                                |
| 2006      | Moers-Meerbeck                    | St. Barbara                                                                      |                                                                                                 |                                                                                                |

### Profanbauten
| Jahr    | Ort                            | Bau                                        | Ausführende Werkstatt                  | Anmerkungen                                          |
| ------- | ------------------------------ | ------------------------------------------ | -------------------------------------- | ---------------------------------------------------- |
| 1957    | Krefeld                        | Albert-Schweitzer-Schule                   | Max Icks & Söhne, Krefeld              |                                                      |
| 1958    | Krefeld                        | Sparkasse                                  |                                        | nicht mehr vorhanden                                 |
| 1966    | Mönchengladbach                | Städtisches Altenheim, Kapelle             | Wilhelm Derix, Düsseldorf-Kaiserswerth | 2004 abgerissen                                      |
| um 1966 | Mönchengladbach                | ehemaliges Haus Herrentann                 | Joachim Klos und Eugen Rommen          |                                                      |
| 1968    | Mönchengladbach                | Dorint-Hotel                               | Hein Derix, Kevelaer                   |                                                      |
| 1968    | Trier                          | Hotel Porta Nigra                          |                                        |                                                      |
| 1969    | Mönchengladbach                | Sparkasse                                  | Hein Derix, Kevelaer                   |                                                      |
| 1969    | Mönchengladbach-Windberg       | Sparkasse                                  | Hein Derix, Kevelaer                   | Glasskulptur, nicht mehr vorhanden                   |
| 1972    | Uedem                          | städtische Friedhofskapelle/Feierhalle     | Karl Hensch, Kleve                     |                                                      |
| 1973    | Nettetal-Lobberich             | Gemeinschaftsgrundschule                   |                                        |                                                      |
| 1974    | Kevelaer                       | Volksbank                                  | Hein Derix, Kevelaer                   | 1992 bei Umbau entfernt                              |
| 1974    | Straelen                       | Berufskolleg der Landwirtschaftskammer NRW | Wilhelm Derix, Düsseldorf-Kaiserswerth |                                                      |
| 1975    | Mönchengladbach-Hardt          | städtischer Kindergarten                   | Hein Derix, Kevelaer                   |                                                      |
| 1975    | Mönchengladbach-Venn           | Volksbank                                  |                                        | bei Umbau entfernt, auf Privatgrundstück aufgestellt |
| 1978    | Mönchengladbach-Rheydt         | Sparkasse                                  | Hein Derix, Kevelaer?                  |                                                      |
| 1980    | Mönchengladbach-Wickrath       | städtische Friedhofskapelle                | Wilhelm Derix, Düsseldorf-Kaiserswerth |                                                      |
| 1981    | Kevelaer                       | Geschäftshaus                              | Hein Derix, Kevelaer                   |                                                      |
| 1982    | Coychurch, Bridgend (Wales/UK) | Krematorium                                |                                        |                                                      |
| 1983    | Münster-Hiltrup                | Deutsche Hochschule der Polizei            | Hein Derix, Kevelaer                   |                                                      |
| 1983    | Mülheim an der Ruhr            | Förderschule                               | Wilhelm Derix, Düsseldorf-Kaiserswerth | ausgebaut, aber noch vorhanden                       |
| 1985    | Mönchengladbach-Hardt          | städtische Totenhalle                      | Wilhelm Derix, Düsseldorf-Kaiserswerth |                                                      |
| 1986    | Neuss                          | Pflegeheim Herz Jesu                       | Hein Derix, Kevelaer                   |                                                      |
| 1986    | Taunusstein-Bleidenstadt       | Volksbank                                  | Wilhelm Derix Glasstudios, Taunusstein |                                                      |
| 1987    | Schwäbisch Gmünd               | Kreissparkasse                             | Wilhelm Derix Glasstudios, Taunusstein |                                                      |
| 1992    | Osnabrück                      | Fernmeldeamt                               |                                        |                                                      |
| 1994    | Kleve                          | Geschäftshaus                              | Hein Derix, Kevelaer                   |                                                      |
| 1994    | Wachtendonk                    | Verwaltungsbau                             | Hein Derix, Kevelaer                   |                                                      |
| 2002    | Geldern                        | Haus Freudenberg                           | Hein Derix, Kevelaer                   |                                                      |
| 2003    | Kranenburg                     | Haus Freudenberg                           | Hein Derix, Kevelaer                   |                                                      |
| 2005    | Olfen                          | städtisches Seniorenzentrum St. Vitusstift | Hein Derix, Kevelaer                   |                                                      |